# Distrito de Nita
El distrito de Nita (仁多郡 Nita-gun?) es un distrito localizado en la prefectura de Shimane, Japón. En junio de 2019 tenía una población estimada de 11.995 habitantes y una densidad de población de 32,6 personas por km². Su área total es de 368,01 km².

## Localidades
- Okuizumo